# Anatomie des coraux mous
Le corail mou est un terme vernaculaire, utilisé notamment en aquariophilie pour désigner les anthozoaires formant des colonies de polypes, sans squelette calcaire. L' anatomie des coraux mous, ou la description des parties internes de cet animal, a été étudiée tardivement. Les premiers travaux débutent au XIXe siècle. Dans le contexte du recul des barrières de corail, organisations étatiques et scientifiques approfondissent leurs connaissances sur ce sujet depuis la fin du XXe siècle.

## Généralités

### Différenciation avec les coraux durs
L'anatomie des coraux durs diffère de l'anatomie des coraux mous. Bien qu'aucun des deux ne constitue un groupe phylogénétique, les coraux sont des cnidaires fixes, présents sous la forme de colonies de polypes, ne présentant pas de forme méduse (forme libre des cnidaires). Contrairement aux coraux durs les coraux mous ne sécrètent pas de squelette de carbonate de calcium. 

### Symétrie
Un corail mou est un cnidaire, un être vivant à symétrie radiaire à laquelle peut se superposer chez certains cnidaires une symétrie bilatérale (octocoralliaires, hexacoralliaires).

### Taille et proportion
Concernant la taille d’une colonie, elle peut être à ses débuts de quelques millimètres (quelques polypes) jusqu’à des dizaines de centimètres voir dépasser le mètre pour certaines colonies. Un ensemble de colonies peut quant à lui s’étirer sur des milliers de kilomètres comme la Grande Barrière de corail au large de l’Australie.
Un polype, animal unique, est quant à lui bien plus petit. Son envergure de l’extrémité d’un tentacule à une autre est de l’ordre de quelques millimètres. La taille de son corps est dans la même échelle de mesure.
Un tentacule quant à lui est bien plus petit et mesure environ 100 micromètres (0,1 mm).

## Les tissus organiques

### Organisation générale des tissus

Vue générale d'un corail mou avec les principales sections

Un corail mou est donc une colonie regroupant de nombreux polypes partageant des tissus organiques communs. À l’échelle d’un unique individu, un polype de corail mou dispose d'un groupe de tissus organiques mous composés du polype. Tous les polypes sont rattachés entre eux par un corps gélatineux appelé le coenenchyme.
Au niveau de l'individu, le polype est composé d’un corps appelé anthocodie, et de tentacules.
Au niveau de la colonie, les polypes partagent un même corps mou composé de deux parties : le pied, ancré à une roche pour fixer le corail dans son environnement, et une région fertile appelée le capitule.

### Couleur
Les polypes disposent de pigment colorés qu'ils stockent dans différentes cellules de leur derme.
En complément, les coraux hermatypiques profitent des couleurs de leurs algues zooxanthelles.

### Appareil circulatoire
Les coraux mous n’ont pas appareil circulatoire.

### Corps du polype: l'anthocodie
Chaque polype dispose d’un corps appelé chez les coraux mous anthocodie. En haut de ce corps se trouvent accrochés des tentacules.
La diamètre du corps du polype diffère selon les espèces de corail, mais la taille moyenne se trouve en 50 nm et 1 mm.
De haut en bas du corps du corail se trouve en premier lieu la cavité buccale servant à l’ingestion et au rejet de matières biologiques. Au-dessous se trouve la cavité gastro-vasculaire qui permet la digestion des aliments. Autour de cette cavité se trouvent les mésentères.
Enfin, l’ensemble de ces organes sont protégés par une couche de tissus appelée le derme.
Le pied de l'anthocodie s'appelle l'anthostèle et est plus ferme que la portion supérieure de tissu. Cet anthostèle forme une saillie permanente appelée un calice.
L'anthocodie peut se rétracter entièrement dans le coenenchyme. Mais il existe quelques exceptions comme chez les Anthelia, Heteroxenia ou encore chez les Xenia.

#### Types de polypes
Chez les cnidaires octocoralliaire, il existe deux types de polypes :
- Les autozoïdes, décrits plus largement ci-dessous. Ce sont les polypes "complets". Leurs fonctions sont la nutrition, la respiration et la captation de lumière.
- Les siphonozoïdes, qui ne présentent ni tentacule, ni muscle rétracteur, ni organe reproducteur. Leur unique fonction dans la colonie est d'assurer le pompage de l'eau et son injection dans la colonie[6].

#### La cavité buccale

Organisation des tissus au niveau de la partie haute du corps du polype.

La cavité buccale est un ensemble d’organes et organites permettant les échanges de particules de tailles plus importantes que ce que le derme peut absorber.
En haut de cette zone, on trouve un ensemble de tissus reliant l’organe de la bouche aux tentacules qui s’appelle le disque oral et qui a une forme aplatie. Il s’étend, comme un plancher, entre les tentacules et une protubérance qui s’appelle le cône oral (aussi appelé péristome) où se trouve, en son centre, une zone de forme ovoïde appelée à la bouche (aussi appelé hypostome),. À l’intérieur et en bas du cône oral se trouve un organe appelé l'actinopharynx (aussi appelé stomodeum)., qui sous l’effet de la contraction et de décontraction de muscles, permet l’aspiration ou l’éjection de matières organiques et d’eau.
À la différence des coraux mous, les coraux mous[Quoi ?] disposent à l'extrémité de l'actinopharynx où se trouve le siphonoglyphe. Il est composé d'un ou de deux canaux verticaux se trouvant sur les côtés de l'actinopharynx et qui, grâce à leurs cils, peuvent propulser l’eau à l’intérieur de la cavité. Le siphonoglyphe permet un mouvement d’eau grâce auquel le polype respire et régule sa pression interne.

#### La cavité gastrique et le cœlentéron

##### La cavité gastrique

Coupe transversale du corps d'un polype faisant apparaitre son système digestif au niveau de l'actinopharynx.

Schéma représentant le système digestif chez les coraux mous

La partie centrale et principale du corps du polype s'appelle la cavité gastro-vasculaire (aussi appelée cavité pharyngienne ou simplement cavité gastrique) au sein de laquelle sont stockés les aliments à digérer, ainsi que le produit de la digestion. La cavité gastro-vasculaire fait partie d’un réseau nutritif plus large appelé le cœlentéron qui se prolonge au-delà de l’estomac jusque dans chaque tentacule et dans réseau de canaux endodermiques appelé le solenium.

##### Le cloisonnement interne
La cavité gastro-vasculaire est divisée par huit cloisons endodermiques qui se poursuivent longitudinalement. Elles sont formées par les mésentères.
Dans le haut de la cavité gastrique, au niveau de l'actionopharynx, ces cloisons se rejoignent et sont soudées, formant ainsi huit compartiments distincts (aussi appelés chambres radiaires) qui communiquent directement avec les chambres tentaculaires : on trouve une chambre asulcale, une chambre sulcale et six chambres latérales.
Vers le bas de la cavité gastrique, les mésentères ne se touchent plus et continuent de tapisser la paroi interne de la cavité gastrique.

#### Organes reproducteurs
La région gamétogenèsique d'un polype se trouve dans certains mésentères. On y retrouve les organes sexuels : les gonades.
La gonade qui produit des spermatocytes, cellules sexuelles mâle s'appelle en anglais le spermary,.
Il existe aussi des gonades qui produisent des cellules sexuelles femelles nommées oocytes qui, lorsqu'elles sont à maturité, deviennent des ovums.

#### Le derme

Schéma du derme oral d'un polype

Le tissu dermique d'un corail permet tout à la fois de protéger les organes, de communiquer avec les autres polypes, d’héberger les algues symbiotiques, d’absorber les particules (nutritives ou non nutritives).
On retrouve trois couches
- l'ectoderme, en contact avec l'extérieur : il tapisse le polype et la colonie
- la mésoglée, entre les deux couches
- l'endoderme, en contact avec l'intérieur.

Cette organisation du derme en double couche (ectoderme et endoderme) est qualifié de diploblastique, comme chez les spongiaires et les cténaires.

## Le système nerveux
Le système nerveux se retrouve dans les trois couches du derme : l’ectoderme, l’endoderme et la mésoglée. Dans la mésoglée, on trouve le plexus nerveux. Les neurones de ce plexus sont petits, bi, tri, ou tétrapolaires.

## Structures de la colonie

### Chez les coraux mous
Les coraux mous ne disposent pas d'exosquelette. En revanche pour leur fournir une certaine rigidité, ils disposent dans leurs tissus de sclérites. Ils se trouvent plus précisément dans la mésoglée qui forme la plus grande partie du coenenchyme.

### Chez les gorgones
Chez les gorgonacea, les squelettes sont faits d'une protéine collagineuse appelé la gorgonine.